# TR35
TR35是由麻省理工学院创刊的科技创业杂志每年评选年龄在35岁以下的全球最佳35名创新人士的名单。

## 著名获奖人
一些杰出获奖人包括Google联合创始人拉里·佩奇和谢尔盖·布林、PayPal联合创始人马克斯·列夫琴、Geekcorps创建者伊桑·朱克曼、Linux开发者林纳斯·托瓦兹、BitTorrent开发者布莱姆·科亨、
麦克阿瑟"人才杰出"奖项得主生物工程员詹姆斯·J·柯林斯、发明家Micah Siegel、網景联合创始人馬克·安德森、Yahoo!联合创始人杨致远、iMac、iPod和iPad的设计师乔纳森·埃维、Facebook的联合创始人马克·扎克伯格、Blogger和Twitter的联合创始人埃文·威廉姆斯、Twitter的联合创始人杰克·多西 、Napster的创始人Shawn Fanning、Tor的创始人羅傑·丁格爾定、NetP的创始人Julien和石墨烯的先驱兼诺贝尔物理学奖得主康斯坦丁·诺沃肖洛夫。